# 변소정
변소정(邊昭井, 1970년 5월 19일 ~ )은 대한민국의 배우이다.
1989년 연극배우 첫 데뷔하였고 이어 같은 해 1989년 11월 MBC 문화방송 19기 공채 탤런트로 정식 데뷔하였다. 본관은 원주.
초등학교때 피아노를 배워 실력이 대단하다고한다. 직업이 직업이니 만큼 패션 액세서리와 소품이 꽤 많은 편이라고도 한다.
하지만, MBC 공채 탤런트 동기인 박지영과 함께 MBC 전속계약이 끝나지 않았음에도 1991년 SBS 개국 특집 사극 유심초에 캐스팅되어 MBC 측으로부터 항의를 받았으며 결국 MBC는 그 해 9월 9일 본인(변소정)과 박지영에 대해 각각 3000만원과 2000만원의 채무불이행에 따른 손해배상 청구소송을 서울민사지법에 냈고  이 때문에 그 동안 출연해 온 MBC 주말극 산너머 저쪽에서 도중하차했다.
그 뒤, 1993년 KBS 2TV 사랑, 그리고 이별을 통해 KBS 진출을 했으며 엄마의 깃발로 SBS에 복귀했고, 간이역 9화 '귀신잡는 약' 편을 통해 MBC에 잠정 복귀했다.
하지만, 엄마의 깃발 이후 연속극 출연을 일체 중단했다가 1997년 SBS 지평선 너머로 연속극 복귀를 했으나 가장의 이중생활, 불륜, 깡패 등의 비정상적인 내용으로 비판을 받은 것 뿐 아니라  IMF 때문에 시청률이 갈수록 떨어지자 68회 만에 조기종영되는 수모를 당했고 매니저역할을 하던 어머니가 97년에 돌아가신후 방송활동을 돌연 중단하였다.
이후, 아줌마와 매화연가에 출연하면서 연기 감각을 완전히 되찾았으며 2002년 야인시대에서 이재희 역을 맡아 SBS 복귀를 했는데 그 해  10월 24일 1살 연상 정씨와 10년의 교제끝에 결혼하였다.
배우로서는 신은경과 더불어 말괄량이 스타일의 배역을 주로 담당했다.

## 출연작

### TV 드라마
- 《서울 시나위》 (MBC, 1989년)
- 《똠방각하》 (MBC, 1990년)
- 《사랑해 당신을》 (MBC, 1990년)
- 《두 권의 일기》 (MBC, 1990년)
- 《아직은 마흔아홉》 (MBC, 1990년)
- 《산너머 저쪽》 (MBC, 1991년) - 정아 역
- 《유심초》 (SBS, 1991년) - 윤보배 역[9]
- 《두려움 없는 사랑》 (SBS, 1992년) - 윤명인 역
- 《우리식구 열다섯》 (SBS, 1993년)
- 《사랑, 그리고 이별》(KBS2, 1993년)
- 《세상은 내게》 (SBS, 1993년)
- 《딸부잣집》 (KBS2, 1994년) - 권우령 역
- 《사랑한다면서》 (KBS2, 1995년)
- 《또 하나의 시작》 (KBS2, 1995년) - 강은주 역
- 《아이싱》 (MBC, 1996년)
- 《엄마의 깃발》 (SBS, 1996년) - 서윤정 역
- 《지평선 너머》 (SBS, 1997년) - 명주 역
- 《킬리만자로의 표범》 (KBS2, 1998년)
- 《점프》 (MBC, 1999년)
- 《아줌마》 (MBC, 2000년) - 장혜영 역
- 《온달 왕자들》 (MBC, 2001년) - 아영 역
- 《매화연가》 (KBS1, 2001년) - 심향란 역
- 《학교 4》 (KBS2, 2001년) - 지수경(무용 선생님) 역[10]
- 《색소폰과 찹쌀떡》 (KBS2, 2002년) - 박자영 역
- 《야인시대》 (SBS, 2003년) - 이재희 역